# American Horror Stories
American Horror Stories és una sèrie de televisió de terror d'antologia nord-americana creada per Ryan Murphy i Brad Falchuk per a FX a Hulu. Estrenada el 15 de juliol de 2021, la sèrie és la tercera entrega de la franquícia de mitjans d'American Story i un spin-off directe d'American Horror Story. Els membres del repartiment que tornen de l'espectacle original inclouen Matt Bomer, Celia Finkelstein, Naomi Grossman, John Carroll Lynch, Charles Melton, Billie Lourd, Chad James Buchanan, Cody Fern, Dylan McDermott, Jamie Brewer, Denis O'Hare, Matt Lasky, Gabourey Sidibe, Max Greenfield, Austin Woods, Seth Gabel, Rebecca Dayan, Cameron Cowperthwaite, Spencer Neville i Teddy Sears.
L'agost de 2021, la sèrie es va renovar per a una segona temporada, que es va estrenar el 21 de juliol de 2022.

## Premissa
Alguns episodis d'aquest programa estan connectats a temporades passades d'American Horror Story. Els episodis "Rubber(wo)Man Pt. 1 & 2" i "Game Over" estan connectats amb American Horror Story: Murder House mentre que "Dollhouse" està connectat amb American Horror Story: Coven.

## Sinopsi
| Temporada | Episodis | Episodis | Publicat originalment | Publicat originalment |
| Temporada | Episodis | Episodis | Primer llançat        | Darrera publicació    |
| --------- | -------- | -------- | --------------------- | --------------------- |
| 1         | 7        | 7        | 15 de juliol de 2021  | 19 d'agost de 2021    |
| 2         | 8        | 8        | 21 de juliol de 2022  | 8 de setembre de 2022 |

### Temporada 1 (2021)
| Noen general | No en temporada | Títol                    | Dirigit per     | Escrit per                 | Data de llançament original |
| --- | --------------- | ------------------------ | --------------- | -------------------------- | --------------------------- |
| 1 | 1               | "Rubber(wo)Man Part One" | Loni Peristere  | Ryan Murphy i Brad Falchuk | 15 de juliol de 2021        |
| La Scarlett Winslow i els seus pares, Michael i Troy, que fan una mudança de casa, es traslladen a la infame Murder House. La Scarlett surt furtiva per assistir a una festa de pijama a casa de la Maya, la seva enamorada. Més tard aquella nit, la Maya convida a Scarlett a tornar al seu dormitori lluny dels altres. Es fan un petó i la Scarlett comparteix els seus violents desitjos sexuals. Els textos de la seva millor amiga Shanti revelen a Scarlett que la Maya i els seus amics li estan fent una broma cruel emetent la seva conversa en directe. Per venjar-se després d'una fantasia d'un mentre es masturban, Scarlett atrau la Maya i els seus amics al soterrani de Murder House, on els assassina, mentre vesteix el vestit Rubber Man. L'endemà, Scarlett obre la seva porta per trobar l'home de goma fora. Repartiment : Matt Bomer, Gavin Creel, Sierra McCormick, Paris Jackson, Belissa Escobedo, Merrin Dungey, Selena Sloan, Ashley Martin Carter, Valerie Loo |                 |                          |                 |                            |                             |
| 2 | 2               | "Rubber(wo)Man Part Two" | Loni Peristere  | Brad Falchuk               | 15 de juliol de 2021        |
| Scarlett estableix una relació amb Ruby, el fantasma d'una jove que es va colar a la Murder House per suïcidar-se mentre es relaxen a la mateixa banyera. Troy comença a enganyar a Michael amb un contractistaanomenat Adam. Després de descobrir els cossos de Maya i els seus amics darrere d'un mur de maó, Adam fa xantatge a Michael i Troy només per ser assassinat per l'home de goma. Michael i Troy intenten fugir de la casa, però descobreixen que no poden marxar. Es descobreixen que van ser assassinats abans en un esforç en nom de Ruby per persuadir a Scarlett de quedar-se amb ella a la Casa de l'assassinat per sempre. A Halloween, Scarlett i Ruby s'aventuren fora de casa. Els fantasmes de la Maya i els seus amics els persegueixen per venjar-se de Scarlett, però no tenen èxit. A l'alba, Scarlett decideix mudar-se de la Casa de l'Assassinat mentre li promet a Ruby que la visitarà cada Halloween. Repartiment : Matt Bomer, Gavin Creel, Sierra McCormick, Kaia Gerber, Paris Jackson, Belissa Escobedo, Merrin Dungey, Aaron Tveit, Selena Sloan, Ashley Martin Carter, Valerie Loo, Celia Finkelstein |                 |                          |                 |                            |                             |
| 3 | 3               | "Conduir a"              | Eduardo Sánchez | Manny Coto                 | 22 de juliol de 2021        |
| Kelley i el seu xicot Chad assisteixen a la projecció d'una pel·lícula prohibida "Rabbit Rabbit". La pel·lícula va ser prohibida gràcies a Tipper Goredesprés que va fer que el públic de l'estrena es matés entre ells quan els seus ulls es tornessin negres. El director de la pel·lícula, Larry Bitterman, ataca Tipper en una audiència al Congrés després que ella es regoci de que l'estudi crema totes les còpies restants. Posteriorment és empresonat per l'agressió. En el present, Kelley i Chad s'entenen quan comença la pel·lícula. No poden veure el "Conill conill" a través de les finestres enfosquides, no es veuen afectats quan esclata la violència massiva. Tots els que veuen la pel·lícula s'ataquen i es devoren els uns als altres. Kelley i Chad fugen a la sala de projecció i destrueixen la pel·lícula. Passen les hores i en comptes d'anar a la policia, els dos decideixen trobar en Larry i obligar-lo a lliurar totes les còpies. Un cop trobat, Kelley dispara a la ròtula d'en Larry i Chad crema la pel·lícula original. Larry els burla mentre el seu tràiler es crema i el deixen per mort. Els dos tornen a Chad's i celebren. Mentre es besen, la càmera fa una panoràmica a "Rabbit Rabbit" que s'està promocionantNetflix . Aleshores, la finestra mostra l'horitzó de Los Angeles en erupció en flames. Repartiment : Rhenzy Feliz, Madison Bailey, Ben J. Pierce, Naomi Grossman, Leonardo Cecchi, Kyle Red Silverstein, Amy Grabow, Adrienne Barbeau, John Carroll Lynch                                                      |                 |                          |                 |                            |                             |
| 4 | 4               | "La llista entremaliada" | Max Winkler     | Manny Coto                 | 29 de juliol de 2021        |
| Els influencers Wyatt, Zinn, Barry i James viuen en una casa de continguts i tenen un canal de YouTube col·laboratiu, "The Bro House". El seu canal comença a perdre subscriptors després de publicar un vídeo d'un home saltant d'un pont. Després de no recuperar la seva popularitat amb l'esquer queer, els nois filmen un vídeo de broma al Santa Village d'un centre comercial on es burlen d'un Santa Mall. La nit de Nadal, els nois pugen el vídeo i reben una trucada d'un detectiu que diu que el Pare Noel del seu vídeo era un impostor, ja que l'autèntic Mall Santa va ser trobat mort. L'impostor Santa descendeix a casa seva, matant a Wyatt i Zinn i penjant les seves morts al canal Bro House, juntament amb un article enllaçat que s'identifica com l'home salvatge, un menor.déu pagà i satànic assassí dels "entremaliats" després del qual es va inspirar la llegenda de Santa Claus. Barry i James intenten escapar de la casa, però l'home salvatge els dispara a l'entrada. James és assassinat i Barry torna a arrossegar-se a la casa. El seu canal arriba als cinc milions de subscriptors mentre l'home salvatge aboca gasolina per la xemeneia i incendia la casa i en Barry, que es salta a la piscina per apagar-se. El dia de Nadal, la policia troba les parts del cos dels altres nois adornant el seu arbre de Nadal, ja que en altres llocs, l'home salvatge es prepara per assassinar un altre centre comercial Santa Claus. Repartiment : Kevin McHale, Nico Greetham, Dyllón Burnside, Charles Melton, Taneka Johnson, Danny Trejo |                 |                          |                 |                            |                             |
| 5 | 5               | "BA'AL"                  | Sanaa Hamri     | Ali Adler i Manny Coto     | 5 d'agost de 2021           |
| Després de diversos intents fallits de quedar-se embarassada, Liv Whitley rep un tòtem de Bernadette, la recepcionista d'una clínica de fertilitat, i el col·loca sota el seu llit just abans que ella i el seu marit Matt tinguin relacions sexuals. El tòtem funciona i Liv té un fill, Aaron. Setze mesos més tard, Liv pateix depressió postpart i comença a tenir visions de Ba'al, un dimoni que persegueix el seu fill. Liv busca la Bernadette, que comparteix amb ella un ritual de desterrament. Liv apunyala accidentalment en Matt mentre realitza el ritual i està internada en un asil. Es revela que Matt i els seus amics de la universitat havien orquestrat tots els esdeveniments sobrenaturals a la llum de gasLiv, a més de tenir una aventura amb Bernadette. Mentre Matt celebra el seu èxit, apareix el veritable Ba'al i mata els amics de Bernadette i Matt. Es revela que Liv va enviar Ba'al a venjar-se. El ritual de desterrament que li va donar Bernadette va ser en realitat un encanteri de convocatòria. Matt és enviat a la presó i Liv dona la benvinguda a Ba'al al seu llit, disposada a tenir un altre nadó amb ell. Repartiment : Billie Lourd, Ronen Rubinstein, Virginia Gardner, Vanessa Estelle Williams, Michael B. Silver, Kimberley Drummond, Chad James Buchanan, Jake Choi, Misha Gonz-Cirkl |                 |                          |                 |                            |                             |
| 6 | 6               | "Feral"                  | Manny Coto      | Manny Coto                 | 12 d'agost de 2021          |
| Un nen anomenat Jacob Gantz desapareix en un viatge d'acampada amb els seus pares Jay i Addy. Deu anys més tard, un caçador anomenat Bob ofereix portar-los al bosc per trobar en Jacob. Un cop allà, el grup és caçat per humans salvatges deformats. Bob revela que tot era un engany i planeja robar-los. Bob és atacat i devorat pels humans salvatges. Jay i Addy busquen refugi en una estació de guardabosques amb un personal de guarda del parc anomenat Stan. Divulga que el Servei de Parcs Nacionalsva ser creat pel govern per protegir el públic de la "Feral Nation", una subpoblació de caníbals salvatges que tenen un origen indeterminat. Mentre Stan intenta comunicar-se per ràdio amb els seus superiors, l'estació de guardabosques és atacada pels salvatges i Stan és assassinat per un animal salvatge. Jay i Addy fugen i descobreixen que el seu fill ja gran és ara el líder dels salvatges i assegut en un tron d'ossos. Quan un salvatge alt i barbut li pregunta a Jacob qui són, ell respon en el seu idioma "sopar". Els salvatges pululen sobre Jay i Addy per devorar-los mentre una mostra de sang cau a la galta d'en Jacob que s'eixuga. Repartiment : Cody Fern, Aaron Tveit, Tiffany Dupont, Blake Shields, Colin Tandberg |                 |                          |                 |                            |                             |
| 7 | 7               | "Fi del joc"             | Liz Friedlander | Ryan Murphy i Brad Falchuk | 19 d'agost de 2021          |
| La dissenyadora de videojocs Michelle entra a Murder House la nit de Halloween per investigar el seu joc més nou, basat en la llegenda de la casa. Mentre és allà, Ruby i Scarlett l'apunyalen fins a la mort. Un any més tard, a Halloween, Michelle troba el seu fill Rory i afirma que no hi ha cap escapament de Murder House. Rory s'ofereix a cremar-lo, però Michelle es nega. Ignorant la seva mare, en Rory apareix amb bidons de gasolina. Mentre Ruby intenta aturar-lo, ella al seu torn és aturada pels altres fantasmes que estan cansats del seu patiment. Quan la Scarlett arriba per ajudar en Ruby, la casa s'encén. Tres anys més tard, s'han construït condominis on hi havia la Murder House i la Scarlett compra l'última unitat per retrobar-se amb Ruby, que va esmentar que els altres fantasmes s'han creuat. Repartiment : Dylan McDermott, Sierra McCormick, Kaia Gerber, Paris Jackson, Merrin Dungey, Mercedes Mason, Noah Cyrus, Adam Hagenbuch, Jamie Brewer, John Brotherton, Nicolas Bechtel, Tom Lenk, Selena Sloan, Ashley Martin Carter, Valerie Loo |                 |                          |                 |                            |                             |

### Temporada 2 (2022)
| Noen general | No en temporada | Títol            | Dirigit per            | Escrit per       | Data de llançament original |
| --- | --------------- | ---------------- | ---------------------- | ---------------- | --------------------------- |
| 8 | 1               | "Casa de nines"  | Loni Peristere         | Manny Coto       | 21 de juliol de 2022        |
| El boig fabricant de nines Van Wirt segresta Coby per portar-la a la seva col·lecció personal de nines a la seva propietat. S'uneix a diverses altres dones segrestades: Aurelia, Harlene, Faye i Bonnie. Li diuen a Coby que després d'assassinar la seva dona adúltera, Van Wirt vol una mare de substitució per al seu fill Otis i ha decidit que les dones competirien per l'honor en un "concurs". L'Otis s'escalfa amb en Coby, que el diverteix amb els seus poders de telequinesi. Durant el certamen, Faye i Bonnie fracassen les proves de Van Wirt i moren. La resta de dones planifiquen per escapar. Coby es nega a marxar sense tornar per Otis, però és capturat i l'assistent de Van Wirt, Eustace, mata a Harlene i Aurelia. Com que Coby va arriscar la seva vida per salvar l'Otis, Van Wirt la declara guanyadora i l'embolica en plàstic perquè serveixi de "ninot" viu. Tanmateix, arriben dues bruixes i identifiquen a Coby com una d'elles. La rescaten i calen foc a la casa, matant Van Wirt i Eustace. Coby i Otis s'uneixen a les bruixes a l'Acadèmia de Miss Robichaux . Ara fent servir el seu segon nom de Spalding per la seva pròpia seguretat, i criat per Coby, Otis coneix una noia anomenada Myrtle Snow . Repartiment : Denis O'Hare, Kristine Froseth, Houston Jax Towe, Abby Corrigan, Simone Recasner, Maryssa Menendez, Emily Morales-Cabrera, Matt Lasky, Caitlin Dulany |                 |                  |                        |                  |                             |
| 9 | 2               | "Aura"           | Max Winkler            | Manny Coto       | 28 de juliol de 2022        |
| Després de mudar-se a casa, la Jaslyn compra Aura, un dispositiu de timbre intel·ligent. La càmera de l'Aura li mostra un vell fora; ell la crida pel seu nom i intenta entrar, però no hi ha rastre d'ell. El marit de la Jaslyn, Bryce, creu que és una broma, però s'adona que l'home és el fantasma del senyor Hendricks, el conserge de la seva escola secundària. Hendricks demana disculpes per haver-la assetjat sexualment en el passat i després desapareix. Aviat apareix un altre fantasma a través de l'Aura, i Bryce torna a insistir que és una broma. Jaslyn s'assabenta que Aura detecta esperits a través de l'electromagnetisme i que el fantasma Mary Jeane va morir en un aparent cop i fugida.. Bryce confessa que anteriorment estava promès amb Mary Jeane, però la va empènyer davant d'un cotxe després de saber que estava embarassada; el cotxe no la va matar, així que li va trencar el coll. Ataca en Jaslyn, però és assassinat pel fantasma de Mary Jeane. Tres mesos després, la Jaslyn s'ha mudat a un nou apartament que té instal·lat l'Aura. El fantasma enfurismat d'en Bryce apareix a la càmera de l'Aura i intenta entrar a l'apartament. Intèrprets : Gabourey Sidibe, Max Greenfield, Joel Swetow, Lily Rohren, Vince Yap, Nancy Linehan Charles |                 |                  |                        |                  |                             |
| 10 | 3               | "Conduir"        | Yangzom Brauen         | Manny Coto       | 4 d'agost de 2022           |
| Al final d'una nit, Marci és perseguit per un desconegut en un jeep. Està decidida a seguir de festa als clubs, tot i que el seu marit Chaz l'adverteix sobre les notícies sobre la desaparició de gent local dels clubs. Chaz sent que el seu matrimoni obert ja no funciona i decideix separar-se d'ella. Mentrestant, la seva amiga Piper critica l'estil de vida de la Marci. La Marci rastreja el propietari del Jeep, Paul, i després el segueix a casa. Paul diu que la va perseguir a la carretera per advertir-la que algú estava al seient del darrere del seu cotxe. La Marci revela que és una assassí en sèriei va als clubs per trobar víctimes, una de les quals va veure al seu cotxe. Ella tortura i mata Paul com a testimoni d'aquest assassinat. Chaz accepta donar una altra oportunitat al seu matrimoni i ajudar a Marci amb els assassinats, que creu que els aproparà. Algun temps després, Chaz i Marci maten en Piper junts. Repartiment : Bella Thorne, Nico Greetham, Anthony De La Torre, Billie Bodega, Austin Woods |                 |                  |                        |                  |                             |
| 11 | 4               | "lleteres"       | Alonso Álvarez-Barreda | Nostra Senyora J | 11 d'agost de 2022          |
| A Nova Anglaterra del segle xviii, un poble ha estat devastat per la verola. Thomas Browne li explica al pastor del poble Walter els rumors que la verola es pot curar menjant el cor de les víctimes recentment mortes. Walter ho fa i anima la seva congregació a seguir el mateix. La gent local evita la prostituta Celeste que havia intentat advertir-los que Walter és corrupte. Es refugia amb una lletera anomenada Delilah i els dos inicien una relació. La Delilah s'adona que ella i la Celeste han contret prèviament la verola bovinai això els ha donat immunitat a la verola. Mentre els vilatans mengen cors directament dels cadàvers dels morts, Dalila els demana que s'aturin i els ofereix llet d'una vaca infectada per protegir-se de la malaltia. Walter la denuncia públicament. Assalta la Celeste i apunyala en Thomas, que revela que Celeste és la mare del seu fill Edward. Dalila mata en Walter, però Thomas la mata ella abans que ell mor a causa de les seves ferides. La Celeste es revela a l'Edward, la seva mare biològica, només perquè l'Edward repeteixi l'afirmació de Walter que una lletera és impura (després que la Celeste s'identifiqui casualment com una) i li talla el cor per menjar. Repartiment : Cody Fern, Julia Schlaepfer, Seth Gabel, Addison Timlin, Ian Sharkey                                                                                       |                 |                  |                        |                  |                             |
| 12 | 5               | "Bloody Mary"    | SJ Main Muñoz          | Àngela L. Harvey | 18 d'agost de 2022          |
| Les germanes Elise i Bianca senten parlar de la seva amiga Lena Lawrence sobre la llegenda de Bloody Maryque atorgarà els desitjos dels qui li juren lleialtat. Cadascuna de les noies convoquen a Mary, que els instrueix que utilitzin mitjans poc ètics (com fer mal a algú) per aconseguir el que volen. La Lena i una altra amiga anomenada Maggie desobeeixen les ordres de Mary i posteriorment són trobats morts. L'Elise descobreix que Mary era una esclava fugida i que va ser retinguda en una cabana després de tornar a ser capturada. Amb aquesta informació, l'Elise i la Bianca elaboren un pla per convocar a Mary a la cabana i matar-la. Apareix Mary i Elise revela que Mary li va demanar sang a tres persones innocents; va matar a la Lena i la Maggie i ara té la intenció de matar a la Bianca. No obstant això, Bianca mata l'Elise en defensa pròpia. Mary explica que el seu esperit va quedar atrapat després d'utilitzar malament els poders de la deïtat Mami Wataper venjança. Bianca compleix la seva promesa oferint la seva ànima a Mary. Això allibera la Mary i la Bianca la substitueix com la nova "Bloody Mary" mentre fa plans sobre què fer amb qualsevol que tingui previst convocar-la. Repartiment : Dominique Jackson, Quvenzhané Wallis, Raven Scott, Kyla Drew, Kyanna Simone, Shane Callahan, Ryan D. Madison, Tiffany Yvonne Cox                                   |                 |                  |                        |                  |                             |
| 13 | 6               | "Lifting facial" | Marcus Stokes          | Manny Coto       | 25 d'agost de 2022          |
| Virginia Mallow, una dona d'edat mitjana tardana, vol semblar més jove. La seva coneguda Cassie la remet a la doctora Enid Perle que li fa procediments anti-envelliment. Mentre es recupera, Virginia pateix un dolor insoportable i està turmentada per visions de dimonis. Rebutja la seva fillastra Fay, que veu Virginia com la seva mare real. Virginia es trasllada a la casa privada de Perle per ajudar a la recuperació. La Fay sospita de la Perle i segueix a Virginia fins a l'alberg, però la seguretat l'atrapa i la seda. A la Virgínia li treuen els embenats i veu que en Perle li ha donat una cara de porc desfigurada . Perle i el seu personal són un culte que adora la bellesa i Virgínia serà el seu sacrifici ritual anual a la deïtat Étaín.. Virginia és alliberada als terrenys del lodge i intenta escapar, però és perseguida i assassinada pels membres del culte, inclosa Cassie. La Perle li diu a una Fay consternada que la seva mare biològica era una de les seguidors d'Étaín. Més tard, una Fay més segura torna a la universitat amb el tatuatge de papallona característic del culte. Reconeix un jove com un membre més del culte que li pregunta sobre això. Caminen junts fins al seu destí. Repartiment : Judith Light, Rebecca Dayan, Britt Lower, Todd Waring, Cornelia Guest                                                                                         |                 |                  |                        |                  |                             |
| 14 | 7               | "Necro"          | Logan Kibens           | Crystal Liu      | 1 de setembre de 2022       |
| El 2022, Sam és funeraria Califòrnia, treballa amb Henderson, que té problemes per connectar-se amb ningú perquè va trobar la seva mare assassinada quan només era una nena l'any 1998. Mentre treballava, coneix en Charlie, que també treballa a la mortuori com a tècnic nou d'eliminació de cadàvers. Formen un parentiu sobre les seves creences compartides sobre els morts. Després de compartir el seu propi trauma personal, intenta que Sam s'obri sobre el seu. Un intent equivocat de fer-ho en Charlie fent-se passar per un cadàver i Sam mantenint relacions sexuals amb ell la porta a revalorar la seva vida. No obstant això, l'evidència en vídeo de les seves accions la segueix a tot arreu, fent-la incapaç de trobar altres llocs de treball i condueix a un enfrontament entre Sam i Charlie en un cementiri on reconeixen que són els únics que s'entenen. Aleshores, Sam dispara a Charlie i s'uneix a ell en una tomba acabada de cavar. Repartiment : Madison Iseman, Cameron Cowperthwaite, Spencer Neville, Jeff Doucette, Sara Silva, Jessika Van, Chelsea M. Davis |                 |                  |                        |                  |                             |
| 15 | 8               | "Llac"           | Tessa Blake            | Manny Coto       | 8 de setembre de 2022       |
| Jake i la seva germana Finn es submergeixen al llac Preston i exploren el seu fons on una mà arrossega en Jake i l'ofega. Quatre mesos després, Finn torna a casa després de sortir d'un centre de salut mental. Després que la seva mare Erin s'espanta de veure la mà d'en Jake sortir de l'aigua del bany, investiga i es submergeix al llac Preston. L'Erin troba el cadàver de Jake i tres esquelets encadenats a un pilar de formigó i li treu el collaret. L'Erin i la Finn coneixen a Millie Boone que li explica que el collaret està lligat a la família Boone i que pertanyia al seu besavi Maynard, que es trobava entre els tres oposats al desenvolupament de la presa de Wrede Prescott i que ell estava entre els que es van ofegar durant el formació del llac Preston. Jeffrey els posa al dia i esmenta que forma part de la família Prescott. L'Erin s'adona que els atacs submarins són una retribució cap a la família Prescott. Una multitud de zombis emergeix del llac Preston i arrosseguen Jeffrey cap a dins. Finn i Erin el ploren mentre confereixen que els secrets sobre el desenvolupament de la presa acabaran descoberts. Repartiment: Alicia Silverstone, Olivia Rouyre, Teddy Sears, Bobby Hogan, Heather Wynters, Jarrod Crawford |                 |                  |                        |                  |                             |

## Alliberament
La sèrie es va emetre a FX; però, el 22 de juny de 2020, es va anunciar que American Horror Stories es transmetria a FX a Hulu. American Horror Stories es va estrenar el 15 de juliol de 2021. Internacionalment, la sèrie va estar disponible a través de Disney+ sota el centre de transmissió dedicat Star a partir del 25 d'agost de 2021. A Amèrica Llatina, la sèrie s'estrena. com a original Star+.

## Producció

### Desenvolupament
L'11 de maig de 2020, Murphy va revelar que s'estava desenvolupant una sèrie derivada anomenada American Horror Stories; comptaria amb episodis antològics autònoms, en lloc d'un arc d'història d'una temporada com es mostra a American Horror Story. La primera temporada consta de set episodis. El 13 d'agost de 2021, FX va renovar la sèrie per a una segona temporada de vuit episodis.

### Filmació
El 4 d'agost de 2020, es va anunciar que Sarah Paulson havia de dirigir un episodi de la sèrie; ella finalment no ho va fer.

### Resposta crítica
A l'agregador de ressenyes Rotten Tomatoes, American Horror Stories té una puntuació global del 66%.

## Premis
| Curs | Premi                                                       | Categoria | Nominat(s) | Resultat   |
| ---- | ----------------------------------------------------------- | --- | --- | ---------- |
| 2022 | Premis del Gremi de Maquilladors i Perruquers               | Sèrie de televisió, sèrie limitada o minisèrie o sèrie de nous mitjans de televisió – Millor maquillatge contemporani              | Tyson Fountaine, Melissa Buell, Ron Pipes i Gage Munster | Va guanyar |
| 2022 | Premis del Gremi de Maquilladors i Perruquers               | Sèries de televisió, sèries limitades o minisèries o sèries de nous mitjans de televisió: millors efectes especials de maquillatge | Jason Hamer, Cale Thomas, Hiroshi Yada i Cary Ayers | Nominat    |
| 2022 | Premis Primetime Creative Arts Emmy                         | Perruqueria contemporània excepcional                                                                                              | Valerie Jackson, Lauren Poole, Roma Goddard i Allison Keck (per "Game Over") | Nominat    |
| 2022 | Premis Primetime Creative Arts Emmy                         | Maquillatge contemporani excepcional (no protètic)                                                                                 | Tyson Fountaine, Elizabeth Kellogg, Elizabeth Briseno, Ron Pipes, Gage Munster, Heather Cummings, Michael Johnston i Lufeng Qu (per "Rubber(wo)Man: Part One" i "Rubber(wo)Man: Part Two") | Nominat    |
| 2022 | Estableix els premis de la Societat de Decoradors d'Amèrica | Millor èxit en decoració/disseny d'una sèrie de fantasia o ciència-ficció d'una hora                                               | Sandra Skora i Eve McCarney | Nominat    |
| 2023 | Premis d'Imatge NAACP                                       | Actuació convidada excepcional | Gabourey Sidibe | Pendents   |
| 2023 | Premis del Gremi de Maquilladors i Perruquers               | Millor pentinat contemporani: sèrie de televisió, sèrie limitada o minisèrie o pel·lícula per a televisió                          | Valerie Jackson, Lauren N. Poole i Suzette Boozer | Pendents   |
| 2023 | Premis del Gremi de Maquilladors i Perruquers               | Millor maquillatge: anuncis publicitaris i vídeos musicals                                                                         | Kerry Herta, Jason Collins, Alyssa Morgan i Christina Kortum | Pendents   |
| 2023 | Premis del Gremi de Maquilladors i Perruquers               | Millor pentinat: anuncis publicitaris i vídeos musicals                                                                            | Joe Matke, Tiphanie Baum, Jerilynn Stephens i Johnny Lomeli | Pendents   |

## Recepció
Rotten Tomatoes la primera temporada de la sèrie té una aprovació del 54% i un puntuatge de 4.6/10 basats en 8 ressenyes. A Metacritic té una puntuació de 54 sobre 100, basat en 6 ressenyes.